# 御溝水
御溝水（みかわみず）は、内裏の御殿、塀などに沿ってその周囲の庭を流れる溝の水である。

## 概要
特に清涼殿の東庭のものが有名であった。古くは石を立て、風流を尽くしたという。大宮川の水を、一条大宮の南、陽明門から北から大垣の内に流し、下流は二条の北、郁芳門の南から、また、大宮川にそそがせた。宮中清掃の塵芥も流されたが、上流を穢すことは禁じられた。
「知顕抄」には、「二条より上をば清浄にさはやけて塵をだにうかべず」とある。